# Der Club der toten Dichter
Der Club der toten Dichter (Originaltitel: Dead Poets Society) ist ein US-amerikanisches Filmdrama des Regisseurs Peter Weir, das am 2. Juni 1989 Premiere feierte. Der Filmstart in Deutschland war am 25. Januar 1990.
Nancy H. Kleinbaum verwendete das Drehbuch von Tom Schulman als Grundlage für den ebenfalls 1989 erschienenen Roman zum Film.

## Handlung
Todd Anderson kommt zu Beginn des Schuljahres 1959 an die traditionsbewusste Welton Academy, ein konservatives Internat für Jungen im US-Bundesstaat Vermont. Der schüchterne, in sich gekehrte Todd besitzt wenig Selbstvertrauen und steht im Schatten seines älteren Bruders, der einer der besten Absolventen der Schule war.
Ebenfalls neu an der Schule ist der Englischlehrer John Keating, selbst einst Schüler Weltons. Sein Unterricht verblüfft die Schüler schon in der ersten Stunde. Mit unkonventionellen Methoden fordert der Lehrer sie zu selbständigem Handeln und freiem Denken auf. Da ihm die Förderung der Individualität seiner Schüler sehr wichtig ist, ermutigt er sie immer wieder, sich mehr zuzutrauen und ihre Möglichkeiten auszuloten.
Keating vermittelt seinen Schülern die Welt der Literatur und der schönen Dinge des Lebens; sie sollen Poesie nachvollziehen und in sich selbst entdecken, anstatt nur auswendig Gelerntes zu wiederholen. Dazu gehört auch das Verfassen und Vortragen eigener Gedichte. Keating bezieht sich dabei wiederholt auf die Dichter Whitman, Thoreau und Frost.
In einem alten Schuljahrbuch stoßen die Schüler auf Fotos von Keating und erfahren, dass er als Schüler dem sogenannten „Club der toten Dichter“ angehörte. Bei nächster Gelegenheit darauf angesprochen, erklärt Keating, worum es in diesem Club ging: Man traf sich im Geheimen in einer Höhle im Wald zur Würdigung leidenschaftlicher Poesie. Angeführt von dem besonders begeisterten Schüler Neil Perry beschließt ein Freundeskreis, zu dem neben dem Neuling Todd auch Knox Overstreet, Richard Cameron, Stephen Meeks, Gerard Pitts und Charlie Dalton zählen, den Club wieder ins Leben zu rufen. Sie schleichen sich nachts vom Gelände, treffen sich in der besagten Höhle, tragen einander Gedichte vor und genießen die Gemeinschaft jenseits der engen Mauern und starren Regeln der Schule. Zur Eröffnung jeder „Sitzung“ des Clubs wird traditionell, wie schon zu Keatings Zeiten, als Ritual ein Auszug aus Thoreaus Walden von allen Mitgliedern gemeinsam rezitiert.
Auf Keatings Ermutigung, das Leben selbst in die Hand zu nehmen, entdeckt der Schüler Neil Perry seine Leidenschaft fürs Theaterspiel, womit er sich jedoch seinem Vater widersetzt, der Neils Leben bereits fertig geplant hat. In einer örtlichen Aufführung von Shakespeares Sommernachtstraum erhält Neil die Rolle des Puck und spielt sie mit großem Erfolg. Doch gleich nach der Aufführung zerrt sein Vater ihn nach Hause und kündigt ihm an, ihn am nächsten Tag von der Schule zu nehmen und auf eine Militärakademie zu schicken. Als Neil erkennt, dass er keinerlei Gehör findet und bis hin zur Berufswahl die Wünsche seines Vaters zu erfüllen hat, nimmt er in der Nacht den Revolver seines Vaters aus der verschlossenen Schreibtischschublade und erschießt sich. Auf der Suche nach einem Schuldigen dafür machen Neils Vater und die Schulleitung Keatings Lehrinhalte und -methoden verantwortlich. Nachdem Cameron dem Schulleiter von den heimlichen Treffen berichtet und seine Mitschüler verraten hat, werden die Mitglieder des „Clubs der toten Dichter“, um ihre eigene Haut zu retten, von ihren Eltern dazu gedrängt, eine vorgefertigte Erklärung mit unwahren Behauptungen zu unterschreiben, die Keating die alleinige Verantwortung zuschreibt, so dass dieser anschließend suspendiert wird. Charlie Dalton wird, nachdem er in seiner Wut über den Verrat Cameron geschlagen hat, von diesem denunziert und von der Schule verwiesen.
Als Keating noch einige persönliche Dinge aus seinem Klassenzimmer holt, steigt Todd Anderson auf seinen Tisch und erweist dem scheidenden Lehrer, dem er so viel verdankt, vor der gesamten Klasse seinen Respekt, indem er ihm zum Abschied die von Keating bevorzugte Anrede „O Captain! Mein Captain!“ nachruft. Als Keating sich daraufhin noch einmal umwendet, schließen sich nach und nach weitere Mitschüler Todds Vorbild an, bis schließlich die halbe Klasse auf den Arbeitstischen steht, während der Schulleiter wütend durch die Reihen läuft und die Schüler lautstark, aber vergebens zum Hinsetzen auffordert. Gerührt dankt Keating den Jungen.

## Synchronisation
Die deutsche Synchronfassung entstand bei der Magma Synchron in West-Berlin. Joachim Kunzendorf schrieb das Dialogbuch und führte Regie.
| Rolle                        | Darsteller          | Synchronsprecher       |
| ---------------------------- | ------------------- | ---------------------- |
| John Keating                 | Robin Williams      | Peer Augustinski       |
| Neil Perry                   | Robert Sean Leonard | Benjamin Völz          |
| Todd Anderson                | Ethan Hawke         | Andreas Fröhlich       |
| Knox Overstreet              | Josh Charles        | Nicolas Böll           |
| Charlie Dalton               | Gale Hansen         | Stefan Krause          |
| Mr. Nolan, Schulleiter       | Norman Lloyd        | Friedrich Schoenfelder |
| Mr. Tom Perry                | Kurtwood Smith      | Randolf Kronberg       |
| Chris Noel                   | Alexandra Powers    | Maud Ackermann         |
| Richard Cameron              | Dylan Kussman       | Oliver Rohrbeck        |
| Steven Meeks                 | Allelon Ruggiero    | Sven Plate             |
| Gerard Pitts                 | James Waterston     | Torsten Sense          |
| Mr. McAllister, Lateinlehrer | Leon Pownall        | Wolfgang Spier         |
| Dr. Hager, Mathelehrer       | George Martin       | Klaus Miedel           |
| Mrs. Perry                   | Carla Belver        | Vera Müller-Weidner    |
| Mrs. Anderson                | Debra Mooney        | Stefanie Schmidt       |
| Mr. Anderson                 | John Cunningham     | Bernd Rumpf            |

## Entstehungsgeschichte

### Drehbuch
Tom Schulman schrieb das Drehbuch für den Film Der Club der toten Dichter. Dabei wurde er inspiriert von seiner eigenen Schulzeit an der konservativen Montgomery Bell Academy, die ihm das Vorbild für die Welton Academy lieferte. Der Enthusiasmus seines Englischlehrers Sam Pickering führte zum Entwurf des fiktiven Lehrers John Keating. Während Schulmans Zeit an der Academy gab es allerdings weder einen Club noch einen Suizid. Ein Mitschüler des Drehbuchautors, Greenfield Pitts, wurde zum Namensgeber für den Schüler Gerard Pitts im Film.
Basierend auf dem Filmdrehbuch schrieb Nancy H. Kleinbaum einen Roman. Während sich im Buch das Augenmerk auf Neil Perry und Todd Anderson gleichermaßen richtet, spielt Neil im Film eindeutig die Hauptrolle. Seine Geschichte (die Neugründung des Clubs als kreative Gegenwelt zum stupiden Schulunterricht; das Theaterspielen als emanzipatorischer Rollenwechsel und gegen den Vater gerichteter Befreiungsakt; der Suizid als Flucht aus der „Gefangenschaft“ des durch die Eltern aufgezwungenen Lebenswegs) stellt der Film ausführlich dar. Todd Andersons innere Entwicklung dagegen wird im Film weniger stark akzentuiert. So legt der Film nahe, dass Todd am Ende die vorgefertigte Erklärung zu Keatings alleiniger Schuld mitunterzeichnet. Im Buch aber verweigert er als einziger seine Unterschrift und weicht den entstehenden Konflikten nicht aus. Nicht zufällig ist er auch der erste, der dankbar, konsequent und mutig genug ist, Keating beim Abschied mit dem Ruf „O Captain, mein Captain!“ eine letzte Ehre zu erweisen und für ihn auf den Tisch zu steigen. Die Entwicklung zu einem selbständig denkenden und handelnden Menschen, Keatings primäres Unterrichtsziel, war bei Todd demnach noch erfolgreicher als bei Neil.
Der im Englischunterricht zitierte Philologe „Dr. J. Evans Pritchard“ ist erfunden. Das angeblich von ihm verfasste und im Unterricht vorgelesene Essay Vom Verständnis der Lyrik ist eine fast wörtliche Übernahme aus Sound and Sense: An Introduction to Poetry des US-amerikanischen Literaturprofessors Laurence Perrine (1915–1995), dessen Werke im Englischunterricht zahlreicher Schulen der Vereinigten Staaten Unterrichtsmaterial waren.

### Filmproduktion
Ursprünglich war Liam Neeson für die Hauptrolle des Lehrers vorgesehen, bis Robin Williams besetzt wurde, der bis dahin vor allem als Komödienschauspieler wahrgenommen worden war. Die Jungschauspieler Ethan Hawke und Robert Sean Leonard schafften mit Der Club der toten Dichter den Durchbruch als Schauspieler.
Drehorte waren unter anderem  Middletown (dort die St. Andrew’s School), New Castle, Rockland; diese liegen alle im US-Bundesstaat Delaware Es gibt einen Director’s Cut des Films mit zusätzlichen Szenen, die in der Kinoversion fehlen.

## Inhalt

### Die zentrale Thematik
Das zentrale Thema des Films ist der Konflikt zwischen der konservativen Schulleitung und den nach Selbstentfaltung strebenden Jungen.
Die Leitideen des Welton-Internats Tradition, Ehre, Disziplin, Leistung (im engl. Original: Tradition, Honor, Discipline, Excellence) und deren Umsetzung sollen die Schüler zu beruflichem Erfolg führen und zur kommenden Elite machen. Dies wird durch einen strikten Lehrplan, hohe Anforderungen, harte Sanktionen bei Verweigerung und starke Einmischung von Eltern und Lehrern bei der Fächerwahl umgesetzt. Die Schule ist hiermit erfolgreich, was sich darin niederschlägt, dass ein hoher Anteil der Schüler später auf Universitäten der Ivy League studiert. Kritik hiergegen findet nur im Verborgenen statt, wo die Leitideen der Schule von den Schülern zu Travestie, Ekel, Dekadenz, Lethargie (Travesty, Horror, Decadence, Excrement) persifliert werden und die Welton-Akademie den Spitznamen Hellton-Akademie (engl. hell bedeutet Hölle) trägt.
Dieses Schema durchbricht Keating, der seine Schüler zu selbständig denkenden Menschen machen will und ihnen die Poesie als Ausdrucksform ihrer Individualität nahebringt. Er ermuntert sie, jeden Tag ihres kurzen, vergänglichen Lebens im Sinne des Horazischen Mottos Carpe diem zu nutzen. Die Schüler beginnen, ihren bislang strikten Gehorsam zu hinterfragen, was letzten Endes zum Konflikt mit der Schulleitung führt.

### Die zitierten toten Dichter
Die Dichter, die mit Schlüsselpassagen ihres Werks die Handlung des Films bzw. Buches beeinflussen, sind, literaturgeschichtlich chronologisch sortiert, folgende:

#### Englische Klassiker
- William Shakespeare (1564–1616) lässt den Elfen Puck (hier gespielt von Neil Perry; dt. auch Droll genannt) in Ein Sommernachtstraum zum Abschied folgende Verse ans Publikum richten:

Wenn wir Schatten euch beleidigt,

O, so glaubt – und wohl verteidigt

Sind wir dann! – ihr alle schier

Habet nur geschlummert hier

Und geschaut in Nachtgesichten

Eures eignen Hirnes Dichten.

Wollt ihr diesen Kindertand,

der wie leere Träume schwand,

Liebe Herrn, nicht gar verschmähn,

Sollt ihr bald was Bessres sehn.

Wenn wir bösem Schlangenzischen

Unverdienterweis’ entwischen,

So verheißt auf Ehre Droll

Bald euch unsres Dankes Zoll;

Ist ein Schelm zu heißen willig,

Wenn dies nicht geschieht, wie billig.

Nun, gute Nacht, das Spiel zu enden,

Begrüßt uns mit gewognen Händen!
If we shadows have offended,

Think but this, and all is mended,

That you have but slumbered here

While these visions did appear.

And this weak and idle theme,

No mor yielding but a dream,

Gentles, do not reprehend;

If you pardon, we will mend.

And as I am an honest Puck,

If we have unearnèd luck

Now to scape the serpent’s tongue,

We will make amends ere long;

Else the Puck a liar call.

So good night unto you all.

Give me your hands, if we be friends,

And Robin shall restore amends.
- Robert Herrick (1591–1674) beschreibt in seinem Gedicht Rat an eine Jungfrau, etwas aus ihrem Leben zu machen (OT: To Virgins, to Make Much of Time) das Motto „Carpe diem“:

Pflückt Rosenknospen solange es geht, 

die Zeit sehr schnell euch enteilt.

Dieselbe Blume, die heute noch steht,

ist morgen dem Tode geweiht. 
Gather ye rosebuds while ye may,

Old Time is still a-flying;

And this same flower that smiles today,

Tomorrow will be dying.

#### Amerikanische Romantiker
- Henry David Thoreau (1817–1862) schreibt in seinem Buch Walden oder Leben in den Wäldern (OT: Walden; or, Life in the Woods) über seinen Ausstieg auf Zeit aus der Gesellschaft. Sein Motto ist das des Clubs der toten Dichter, das bei jedem Treffen verlesen wird:

Ich ging in die Wälder, weil ich bewusst leben wollte.

Ich wollte das Dasein auskosten. Ich wollte das Mark des Lebens einsaugen!

Und alles fortwerfen, das kein Leben barg, um nicht an meinem Todestag

Innezuwerden, daß ich nie gelebt hatte.
I went to the woods because I wished to live deliberately,

I wanted to live deep and suck out all the marrow of life,

To put to rout all that was not life and not when I had come to die

Discover that I had not lived.
Aus Walden stammt auch der Satz, mit dem Keating seine Schüler auffordert, sich um eine eigenständige Sichtweise zu bemühen:
Die meisten Menschen führen ein Leben in stiller Verzweiflung.
The mass of men lead lives of quiet desperation.
- Walt Whitman (1819–1892) verfasste als sein Hauptwerk die Lyrik-Anthologie Grashalme (OT: Leaves of Grass). Im 52. Gedicht des Abschnitts Song of Myself steht der Vers, mit dem Keating Todd Anderson zu einem Urschrei vor der Klasse herausfordert:

Ich brülle mein barbarisches Johoo über die Dächer der Welt.
I sound my barbaric yawp over the roofs of the world.

- Ebenfalls aus den Grashalmen ist das 166. Gedicht. Keating betont damit die Notwendigkeit von Schönheit, Liebe und Poesie:

Oh ich, oh Leben! auf alle diese

 wiederkehrenden Fragen,

Auf diesen unendlichen Zug der Ungläubigen,

 auf die Städte, die voller Narren sind,

Was habe ich darauf für eine Antwort –

 oh ich, oh Leben?

Dies aber ist die Antwort:

Du bist hier, damit das Leben blüht

 und die Persönlichkeit,

Damit das mächtige Spiel weitergeht

 und du deinen Vers dazu beitragen kannst.
O me! O life! of the question of these recurring,

Of the endless trains of the faithless,

Of cities fill’d with the foolish,

[…]

The question, O me! so sad, recurring –

What good amid these, O me O life?

Answer

That you are here – that life exists

 and identity,

That the powerful play goes on,

 and you may contribute a verse.
- Mit dem Titel eines weiteren Whitman-Gedichts, das den Tod von Abraham Lincoln zum Thema hat, möchte Keating von der Klasse angesprochen werden:

O Captain, mein Captain.
O Captain! My Captain!
- In einer Szene fordert Keating die Schüler auf dem Sportplatz dazu auf, Gedichtpassagen auf Zettel zu schreiben und laut herauszuschreien. Alle hier verwendeten Zitate stammen aus Whitmans Gedicht „Ein Sang der Freuden“ („A song of joys“).

#### Amerikanische Moderne
- Robert Frost (1874–1963) betont in seinem Gedicht Der nichtgegangene Weg (OT: The Road Not Taken) die Chancen und Folgen unserer ganz individuellen Entscheidungen. Nachdem die Klasse beim Umherwandern auf dem Schulhof automatisch in einen Gleichschritt verfallen ist, fordert Keating sie auf, unabhängig von den anderen ihren eignen Rhythmus zu entdecken, und ermutigt sie so, ihren eigenen Weg zu finden:

Im Wald zwei Wege boten sich mir dar,

und ich ging den, der weniger betreten war.

Und das veränderte mein Leben.
Two roads diverged in a wood, and I –

I took the one less traveled by,

And that has made all the difference.
- E. E. Cummings (1894–1962) stellt in seinem Gedicht versenk dich (OT: dive for dreams) ebenfalls den Gedanken des „Carpe diem“ heraus. Keating liest den Text bei einem gemeinsamen Treffen mit den toten Dichtern vor:

versenk dich in träume

sonst wirft dich ein schlagwort um

(sie wurzeln in bäumen

und wind ist wind)

vertrau deinem mut

wenn die meere auflodern

(und lebe der liebe

und kreisten die sterne rückwärts)

ehre das vergangene

aber freu dich der zukunft

(und vergiss den tod

beim hochzeitsfest)

was kümmert dich eine welt

voller schurken und helden

(denn gott liebt die mädchen

das morgen und die erde)
dive for dreams

or a slogan may topple you

(trees are their roots

and wind is wind)

trust your heart

if the seas catch fire

(and live by love

though the stars walk backward)

honour the past

but welcome the future

(and dance your death

away at the wedding)

never mind a world

with its villains or heroes

(for god likes girls

and tomorrow and the earth)
- Nicholas Vachel Lindsay (1879–1931) schrieb in seinem Gedicht General William Booth kommt in den Himmel (OT: General William Booth Enters Into Heaven) vom Einzug in die Ewigkeit. Während Keating es mit dem Club der toten Dichter singt, nimmt Neil Perry sich das Leben:

Die bleichen Toten schritten Seit an Seit,

Sie riefen bravo aus den Feldern weit,

Die Süchtigen, der Abschaum aus den Gassen,

Im Bann des Lasters und vom Geist verlassen

[…]

Seid ihr getauft schon mit dem Blut des Gotteslamms?
Walking lepers followed rank on rank,

Lurching bravos from the ditches dank

Drabs from the alleyways and drug fiends pale

Minds still passion ridden, soul flowers frail:

[…]

Are you washed in the blood of the Lamb?

## Rezeption

### Kritiken
Insgesamt stieß Der Club der toten Dichter auf eine überwiegend positive Resonanz. Bei Rotten Tomatoes fallen 84 % der insgesamt 63 Kritiken positiv oder tendenziell positiv aus.
Gene Siskel schrieb für den Chicago Tribune, der Film sei ein „erfrischendes, wenn auch unüberraschendes Drama“. Robin Williams füge sich gut in das Ensemble ein und der Film funktioniere genauso gut in den Szenen ohne Williams. Richard Schickel lobte im Time-Magazin, dass Dead Poets Society sich nicht auf die Anspruchslosigkeit anderer Filme herablasse, die im Teenager-Genre spielen würden. Regisseur Weir habe eine „auf subtile Weise düstere und klaustrophobische Atmosphäre“ geschaffen, wenn auch die „finale Tragödie trotzdem etwas unglaubwürdig“ sei. Die jugendliche Besetzung spiele „fein“ und auch Williams habe, wenn auch seine Rolle mit ihrer ständigen Nonkonformität etwas nerven könne, „angefangen zu schauspielern, nicht um komische Einlagen zu machen, und er spielt mit kraftvoller und letztlich fesselnder Einfachheit“. Der Film sei eine „seltsame, unperfekte aber wertvolle Unternehmung“, er verdiene Respekt und Anerkennung. Der Variety bemerkte, dass der Film weniger über die Figur von Williams als über seine Schüler sei. Williams, Leonard und Hawke würden die Hauptrollen überzeugend ausfüllen.
Etwas kritischer war Pauline Kael in ihrem Artikel Stonework (deutsch Mauerwerk), was sich sowohl auf das Mauerwerk der Schule als auch auf ihre Sicht des Filmes beziehen lässt. Sie fand lobende Worte für die Schauspieler, fand aber den Film sowohl inhaltlich als formal zu konservativ, wo er doch eigentlich eine Revolution zum Thema habe. Weirs Regie zeuge von gutem Handwerk, sei aber zugleich „poliert“ und „übervorbereitet“. Jedes kleine Detail falle an seine Stelle, der Film „zeigt das Offensichtliche und verwandelt sich in einen Klassiker“. Dead Poets Society sei in „geschmackvoller Romantik“ inszeniert, komme aber nie auf das Niveau einer Tragödie, da es keinen guten Antagonisten gebe und alles in Schwarz und Weiß gezeichnet sei. Weir sei mehr am „elegischen als am dramatischen“ interessiert und das Publikum applaudiere sich selbst lautstark zu, dass der Film in ihnen Gefühle ausgelöst habe.
In Deutschland schrieb der Fischer Film Almanach 1991: „Die Inszenierung lässt in Besetzung, Kamera und Ausstattung keine Wünsche offen.“ Der Filmdienst notiert: „Regisseur Peter Weir findet für die bewegende Story faszinierende Bilder. Ein in Thema und Machart gleichermaßen beachtlicher Film, in dem sich Humor, jugendliche Abenteuerlust, Tragik und revolutionärer Geist fast nach klassischem Maßstab die Waage halten.“ Kritischer war Malte Krüger von der Filmzentrale: „Mögen die filmischen Mittel noch so gekonnt sein, Keatings Figurenzeichnung bleibt unglaubwürdig.“ Robert Gernhardt schrieb für Die Zeit: „Der einzige mir bekannte gute Grund für eigene Söhne besteht darin, daß man sich mit ihnen den "Club der toten Dichter" ansehen kann.“

### Auszeichnungen
- Oscarverleihung 1990:
  - Bestes Originaldrehbuch (Tom Schulman)
  - Nominierung: Bester Film
  - Nominierung: Beste Regie (Peter Weir)
  - Nominierung: Bester Hauptdarsteller (Robin Williams)

- British Academy Film Award 1990:[22]
  - Bester Film
  - Best Original Film Score (Maurice Jarre)
  - Nominierung: Bester Hauptdarsteller (Robin Williams)
  - Nominierung: Beste Regie (Peter Weir)
  - Nominierung: Bester Schnitt (William Anderson)
  - Nominierung: Bestes Originaldrehbuch (Tom Schulman)
- Der Film wurde 1989 mit dem Political Film Society Award für Demokratie ausgezeichnet.
- Der Film erhielt 1990 bei der Warsaw Film Week den Publikumspreis
- 1990 David di Donatello Bester ausländischer Film
- 1991 César Bester ausländischer Film

- Directors Guild of America (USA)[23]
  - Nominierung: Beste Regie (Peter Weir)

- Golden Globe Awards (USA)[24]
  - Nominierung: Bester Hauptdarsteller in einem Drama (Robin Williams)
  - Nominierung: Beste Regie in einem Spielfilm (Peter Weir)
  - Nominierung: Bester Spielfilm (Drama)
  - Nominierung:  Bestes Originaldrehbuch Spielfilm (Tom Schulman)

- Writers Guild of America (USA)[25]
  - Nominierung: Bestes Originaldrehbuch (Tom Schulman)
- Das Zitat „Carpe diem. Nutzet den Tag, Jungs. Macht etwas Außergewöhnliches aus Eurem Leben.“ wurde vom American Film Institute zum 95. besten Filmzitat der amerikanischen Filmgeschichte gewählt.[26]

### Bedeutung für die mediale Rezeption von Robin Williams
Der Club der toten Dichter wird neben Good Will Hunting als einer der wichtigsten und eingängigsten Filme von Robin Williams gesehen. Nach seinem Tod am 11. August 2014 wurde die Titelzeile des Gedichtes O Captain! My Captain! gemeinsam mit der Auf-dem-Tisch-stehen-Szene aus dem Film zu einem weltweiten Symbol für den Respekt und die Trauer um den beliebten Schauspieler.

## Adaption
Eine Theaterfassung unter der Mitarbeit von Tom Schulman wurde im Rahmen der Bad Hersfelder Festspiele am 1. Juli 2021 uraufgeführt. In der Inszenierung von Joern Hinkel wirken u. a. Götz Schubert, Hannes Hellmann, Peter Englert, Thorsten Nindel und Francis Fulton-Smith mit. Das Stück wurde bis zur Saison 2023 aufgeführt.